# 黑水 (亞利桑那州)
布拉克沃特（英語：Blackwater）是位於美國亞利桑那州皮納爾縣的一個人口普查指定地區。根據2010年美國人口普查，該地人口為1062人，而該地的面積約為46.47平方千米。

## 地理
布拉克沃特的座標為33°01′56″N 111°35′45″W / 33.03222°N 111.59583°W，而該地最高點為海拔高度421米（即1381英尺）。